# Bundesverband Erdgas, Erdöl und Geoenergie
Der Bundesverband Erdgas, Erdöl und Geoenergie e.V. (BVEG) vertritt die Interessen der deutschen Erdgas- und Erdölproduzenten, der Betreiber von Untergrundspeichern, der in dieser Industrie tätigen Dienstleister sowie die Interessen an der wirtschaftlichen Nutzung von Geoenergie. Der Wirtschaftsverband mit Hauptsitz in Hannover und einer Repräsentanz in Berlin hat derzeit rund 80 Mitgliedsunternehmen mit mehr als 7.000 Beschäftigten.
Der BVEG arbeitet auf einem weit differenzierten Feld, das von der technischen Regelsetzung und Gestaltung der wirtschaftlichen Rahmenbedingungen bis hin zur politischen Interessenvertretung reicht. Darüber hinaus ist der BVEG Tarifpartner mit zwei Tarifgemeinschaften. Der BVEG ist Austausch- und Informationsplattform und bringt sich in die Zusammenarbeit mit anderen Rohstoff- und Energiebranchen, Industrie- sowie Arbeitgeberverbänden ein.

## Geschichte
Gegründet wurde der Verband am 18. Dezember 1945 in Hannover unter den Namen Wirtschaftsverband Erdöl- und Erdgasgewinnung e.V. (WEG). 2016 erfolgte mit einer strategischen Neuausrichtung die Umbenennung in Bundesverband Erdgas, Erdöl und Geoenergie e.V. (BVEG).